# Deutsche Leichtathletik-Meisterschaften 2015
Die 115. Deutschen Leichtathletik-Meisterschaften fanden vom 24. bis zum 26. Juli 2015 in Nürnberg statt. Damit erhielt Nürnberg zum fünften Mal nach 1919, 1934, 1948 und 2008 den Zuschlag für die nationalen Titelkämpfe. Die meisten Wettbewerbe fanden am Samstag und Sonntag im Grundig Stadion statt. Um eine bessere Öffentlichkeitswirkung zu erzielen, wurden die Weitsprungwettbewerbe bereits am Freitagabend auf einer eigens errichteten Anlage auf dem Hauptmarkt ausgetragen.
Bei den Deutschen Meisterschaften im Marathonlauf in Frankfurt am Main verbesserte Arne Gabius am 25. Oktober den deutschen Rekord auf 2:08:33 h und erfüllte damit die Olympianorm.
Ein Teil der Meisterschaftswettbewerbe des DLV findet jeweils zu anderen Terminen und an anderen Orten statt, so auch in diesem Jahr.
- 2015 begannen die Meisterschaften mit den Crossläufen am 7. März in Markt Indersdorf.[4]
- Es folgte der 100-km-Straßenlauf am 11. April in St. Leon-Rot.[5]
- Einen Tag später gab es den Halbmarathon in Husum.[6]
- Am 19. April fanden die Wettbewerbe im 20-km-Gehen in Naumburg statt.[7]
- Die 10.000-m-Läufe folgten am 2. Mai in Ohrdruf.[8]
- Weiter ging es am 16. Mai mit den Bergläufen in Bühlertal im Schwarzwald.[9]
- Am 13. Juni folgten die Wettbewerbe im Bahngehen über 5000 Meter (Frauen) und 10.000 (Männer) in Düsseldorf.[10]
- Die Langstaffeln wurden wie in den Jahren vorher im Rahmen der Deutschen Jugendmeisterschaften ausgetragen, in diesem Jahr in Jena am 2. August.[11]
- Die Wettbewerbe im 10-km-Straßenlauf gab es in Bad Liebenzell am 6. September.[12]
- In Andernach wurde am 10. Oktober das 50-km-Gehen veranstaltet.[13]
- Den Abschluss schließlich bildete im Rahmen des Frankfurt-Marathons der Marathonlauf am 25. Oktober.[14]
- Die Mehrkampfmeisterschaften mussten ausfallen, weil sich kein Ausrichter fand.

Die folgenden Übersichten fassen die Medaillengewinner und -gewinnerinnen zusammen. Eine ausführlichere Übersicht mit den jeweils ersten acht in den einzelnen Disziplinen findet sich unter dem Link Deutsche Leichtathletik-Meisterschaften 2015/Resultate.

## Medaillengewinner Männer
| Disziplin                                   | Gold                                                                         | Leistung      | Silber                                                                        | Leistung                                      | Bronze                                                                          | Leistung      |
| ------------------------------------------- | ---------------------------------------------------------------------------- | ------------- | ----------------------------------------------------------------------------- | --------------------------------------------- | ------------------------------------------------------------------------------- | ------------- |
| 100 m (Wind: −0,2)                          | Julian Reus (TV Wattenscheid 01)                                             | 10,12 s00     | Aleixo-Platini Menga (TSV Bayer 04 Leverkusen)                                | 10,32 s00                                     | Robert Hering (SC DHfK Leipzig)                                                 | 10,35 s00     |
| 200 m (Wind: +1,0)                          | Julian Reus (TV Wattenscheid 01)                                             | 20,42 s00     | Robin Erewa (TV Wattenscheid 01)                                              | 20,73 s00                                     | Robert Hering (SC DHfK Leipzig)                                                 | 20,89 s00     |
| 400 m                                       | Eric Krüger (Sportclub Magdeburg)                                            | 46,05 s00     | Kamghe Gaba (LG Stadtwerke München)                                           | 46,32 s00                                     | Jonas Plass (asics Team Wendelstein)                                            | 46,34 s00     |
| 800 m                                       | Dennis Krüger (1. VfL Fortuna Marzahn)                                       | 1:48,93 min   | Robin Schembera (TSV Bayer 04 Leverkusen)                                     | 1:48,96 min                                   | Sören Ludolph (LG Braunschweig)                                                 | 1:49,15 min   |
| 1500 m                                      | Florian Orth (LG Telis Finanz Regensburg)                                    | 3:44,61 min   | Sebastian Keiner (Erfurter LAC)                                               | 3:44,62 min                                   | Marius Probst (TV Wattenscheid 01)                                              | 3:46,27 min   |
| 5000 m                                      | Richard Ringer (VfB LC Friedrichshafen)                                      | 14:04,05 min  | Clemens Bleistein (LG Stadtwerke München)                                     | 14:06,48 min                                  | Amanal Petros (TSVE 1890 Bielefeld)                                             | 14:06,88 min  |
| 10.000 m                                    | Mitku Seboka (LAC Quelle Fürth)                                              | 29:18,14 min  | Jannik Arbogast (LG Region Karlsruhe)                                         | 29:23,13 min                                  | Ejob Solomun (SG Wenden)                                                        | 29:26,38 min  |
| 10-km-Straßenlauf                           | Arne Gabius (LT Haspa Marathon Hamburg)                                      | 28:44 min00   | Amanal Petros (TSVE 1890 Bielefeld)                                           | 28:49 min00                                   | Philipp Pflieger (LG Telis Finanz Regensburg)                                   | 28:54 min00   |
| 10-km-Straßenlauf, Mannschaftswertung       | TSG 08 RothJulian Flügel Sebastian Reinwand Simon Stützel                    | 1:29:14 h0000 | LG Telis Finanz RegensburgPhilipp Pflieger Simon Boch Sebastian Hallmann      | 1:30:05 h0000                                 | LG Region KarlsruheJan Lukas Becker Felix Wammetsberger Frederik Unewisse       | 1:32:08 h0000 |
| Halbmarathon                                | Philipp Pflieger (LG Telis Finanz Regensburg)                                | 1:04:13 h0000 | Manuel Stöckert (SC Ostheim/Rhön)                                             | 1:04:32 h0000                                 | Ejob Solomun (SG Wenden)                                                        | 1:04:58 h0000 |
| Halbmarathon, Mannschaftswertung            | LG Telis Finanz RegensburgPhilipp Pflieger Jonas Koller Tim Ramdane Cherif   | 3:18:49 h0000 | TSG 08 RothSebastian Reinwand Andreas Straßner Joseph Katib                   | 3:21:55 h0000                                 | SG WendenEjob Solomun Tim-Arne Sidenstein Sven-Christian Sidenstein             | 3:22:39 h0000 |
| Marathon                                    | Arne Gabius (LT Haspa Marathon Hamburg)                                      | 2:08:33 h DR0 | Marcel Bräutigam (GuthsMuths Rennsteiglaufverein)                             | 2:17:05 h0000                                 | Andreas Straßner (TSG 08 Roth)                                                  | 2:18:49 h0000 |
| Marathon, Mannschaftswertung                | TSG 08 RothAndreas Straßner Sebastian Reinwand Julian Flügel                 | 6:59:41 h0000 | TSG 1845 HeilbronnBenedikt Hoffmann Holger Freudenberger Markus Häcker        | 7:20:27 h0000                                 | LG PassauTobias Schreindl Giov Gonzalez Popoca Marco Bscheidl                   | 7:25:38 h0000 |
| 100-km-Straßenlauf                          | Carsten Stegner (Skivereinigung Amberg)                                      | 7:13:38 h0000 | Michael Sommer (Eichenkreuz Schwaikheim)                                      | 7:19:29 h0000                                 | Moritz auf der Heide (LAZ Puma Rhein-Sieg)                                      | 7:26:39 h0000 |
| 110 m Hürden (Wind: +0,4)                   | Gregor Traber (VfB Stuttgart)                                                | 13,32 s00     | Matthias Bühler (LG Offenburg)                                                | 13,43 s00                                     | Erik Balnuweit (SC DHfK Leipzig)                                                | 13,58 s00     |
| 400 m Hürden                                | Jonas Hanßen (SC Myhl)                                                       | 49,97 s00     | Georg Fleischhauer (LG Eintracht Frankfurt)                                   | 50,74 s00                                     | Christian Heimann (LAZ Puma Rhein-Sieg)                                         | 50,93 s00     |
| 3000 m Hindernis                            | Martin Grau (LSC Höchstadt/Aisch)                                            | 8:41,50 min   | Felix Hentschel (LG Bamberg)                                                  | 8:46,53 min                                   | Hannes Liebach (SCC Berlin)                                                     | 8:51,56 min   |
| 4 × 100 m Staffel                           | TV Wattenscheid 01Maximilian Ruth Julian Reus Alexander Kosenkow Robin Erewa | 39,34 s00     | SC DHfK LeipzigErik Balnuweit Martin Keller Roy Schmidt Robert Hering         | 39,42 s00                                     | LG OVAG Friedberg-FauerbachLars Hieronymi Florian Daum Michael Pohl Felix Göltl | 39,84 s00     |
| 4 × 400 m Staffel                           | Sportclub MagdeburgOliver Vogel Till Helbig Julius Lawnik Eric Krüger        | 3:09,65 min   | LG Stadtwerke MünchenBenedikt Wiesend Kamghe Gaba Markus Kiefl Johannes Trefz | 3:10,39 min                                   | TSG BergedorfSören Gnoss Maximilian Eichholz Michel Krempin Jakob Krempin       | 3:12,51 min   |
| 3 × 1000 m Staffel                          | TSV Bayer 04 LeverkusenDaniel Gruber Patrick Schoenball Robin Schembera      | 7:08,77 min   | LG Telis Finanz RegensburgFelix Plinke Florian Orth Benedikt Huber            | 7:08,97 min                                   | LG BraunschweigKarsten Meier Fabian Brunswig Andreas Lange                      | 7:09,55 min   |
| 10.000-m-Bahngehen                          | Christopher Linke (SC Potsdam)                                               | 39:04,82 min  | Nils Brembach (SC Potsdam)                                                    | 39:10,61 min                                  | Hagen Pohle (SC Potsdam)                                                        | 40:17,01 min  |
| 20-km-Gehen                                 | Nils Brembach (SC Potsdam)                                                   | 1:21:21 h0000 | Hagen Pohle (SC Potsdam)                                                      | 1:21:34 h0000                                 | Carl Dohmann (SCL Heel Baden-Baden)                                             | 1:22:24 h0000 |
| 20-km-Gehen, Mannschaftswertung             | SV BreitenbrunnSteffen Meyer Nischan Daimer Dan Bauer                        | 5:21:43 h0000 | SV HalleSteffen Borsch Björn Tharann Felix Börner                             | 5:37:02 h0000                                 | TV BühlertalDenis Franke Klaus Dietsche Bengt Bengtsson                         | 5:54:27 h0000 |
| 50-km-Gehen                                 | Carl Dohmann (SCL Heel Baden-Baden)                                          | 3:50:12 h0000 | Hagen Pohle (SC Potsdam)                                                      | 3:51:18 h0000                                 | Andreas Janker (LG Röthenbach/Pegnitz)                                          | 4:17:40 h0000 |
| Hochsprung                                  | David Nopper (LAZ Salamander Kornwestheim-Ludwigsburg)                       | 2,25 m        | Eike Onnen (LG Hannover)                                                      | 2,25 m                                        | Mateusz Przybylko (TSV Bayer 04 Leverkusen)                                     | 2,19 m        |
| Stabhochsprung                              | Raphael Holzdeppe (LAZ Zweibrücken)                                          | 5,94 m        | Tobias Scherbarth (TSV Bayer 04 Leverkusen)                                   | 5,70 m                                        | Carlo Paech (TSV Bayer 04 Leverkusen)                                           | 5,60 m        |
| Weitsprung                                  | Fabian Heinle (LAV Stadtwerke Tübingen)                                      | 8,03 m        | Alyn Camara (TSV Bayer 04 Leverkusen)                                         | 7,97 m                                        | Julian Howard (LG Region Karlsruhe)                                             | 7,81 m        |
| Dreisprung                                  | Raúl Spank (LG Nord Berlin)                                                  | 16,29 m       | Marcel Kornhardt (ASV Erfurt)                                                 | 16,05 m                                       | Martin Jasper (VfB Stuttgart)                                                   | 15,91 m       |
| Kugelstoßen                                 | David Storl (SC DHfK Leipzig)                                                | 21,47 m       | Tobias Dahm (VfL Sindelfingen)                                                | 19,83 m                                       | Bodo Göder (SR Yburg Steinbach)                                                 | 19,02 m       |
| Diskuswurf                                  | Christoph Harting (SCC Berlin)                                               | 64,06 m       | Martin Wierig (SC Magdeburg)                                                  | 63,55 m                                       | Markus Münch (SC Potsdam)                                                       | 61,61 m       |
| Hammerwurf                                  | Alexander Ziegler (LG Staufen)                                               | 73,91 m       | Markus Esser (TSV Bayer 04 Leverkusen)                                        | 72,32 m                                       | Garland Porter (LG Eintracht Frankfurt)                                         | 69,83 m       |
| Speerwurf                                   | Thomas Röhler (LC Jena)                                                      | 84,73 m       | Johannes Vetter (SV schlau.com Saar 05 Saarbrücken)                           | 83,12 m                                       | Lars Hamann (Dresdner SC)                                                       | 81,03 m       |
| Zehnkampf                                   |                                                                              |               | wegen fehlenden Ausrichters nicht ausgetragen                                 | wegen fehlenden Ausrichters nicht ausgetragen |                                                                                 |               |
| Crosslauf Mittelstrecke – 4,4 km            | Benedikt Karus (LG farbtex Nordschwarzwald)                                  | 14:35 min00   | Jannik Arbogast (LG Region Karlsruhe)                                         | 14:43 min00                                   | Martin Grau (LSC Höchstadt/Aisch)                                               | 14:48 min00   |
| Crosslauf Mittelstrecke, Mannschaftswertung | LG farbtex NordschwarzwaldBenedikt Karus Timo Benitz Marco Kern              | 44:45 min00   | LG BraunschweigKarsten Meier Fabian Brunswig Florian Pehrs                    | 45:46 min00                                   | LG Region KarlsruheJannik Arbogast Lucas Bittigkoffer Christoph Kessler         | 46:20 min00   |
| Crosslauf Langstrecke – 10,4 km             | Manuel Stöckert (SC Ostheim/Rhön)                                            | 35:07 min00   | Marcin Blazinski (LG farbtex Nordschwarzwald)                                 | 35:30 min00                                   | Stefan Hubert (SV Sömmerda)                                                     | 35:52 min00   |
| Crosslauf Langstrecke, Mannschaftswertung   | SG WendenEjob Solomun Tim-Arne Sidenstein Simon Huckestein                   | 1:49:57 h0000 | TSG 08 RothAndreas Straßner Julian Flügel Joseph Katib                        | 1:50:36 h0000                                 | LG farbtex NordschwarzwaldMarcin Blazinski Alexander Pütsch Tobias Giering      | 1:51:23 h0000 |
| Berglauf – 9,5 km                           | Joseph Katib (TSG 08 Roth)                                                   | 41:08,6 min0  | Stefan Hubert (SV Sömmerda)                                                   | 41:17,9 min0                                  | Jonas Lehmann (TuS Heltersberg)                                                 | 41:25,7 min0  |

## Medaillengewinner Frauen
| Disziplin                             | Gold                                                                                  | Leistung        | Silber                                                                           | Leistung                                      | Bronze                                                                             | Leistung        |
| ------------------------------------- | ------------------------------------------------------------------------------------- | --------------- | -------------------------------------------------------------------------------- | --------------------------------------------- | ---------------------------------------------------------------------------------- | --------------- |
| 100 m (Wind: +1,5)                    | Verena Sailer (MTG Mannheim)                                                          | 11,20 s00       | Rebekka Haase (LV 90 Erzgebirge)                                                 | 11,29 s00                                     | Anna-Lena Freese (FTSV Jahn Brinkum)                                               | 11,32 s00       |
| 200 m (Wind: +1,0)                    | Rebekka Haase (LV 90 Erzgebirge)                                                      | 22,95 s00       | Anna-Lena Freese (FTSV Jahn Brinkum)                                             | 23,08 s00                                     | Cindy Roleder (SC DHfK Leipzig)                                                    | 23,35 s00       |
| 400 m                                 | Ruth Sophia Spelmeyer (VfL Oldenburg)                                                 | 52,41 s00       | Laura Müller (LSG Saarbrücken-Sulzbachtal)                                       | 52,51 s00                                     | Luisa Valeske (SV Schlau.com Saar 05 Saarbrücken)                                  | 53,95 s00       |
| 800 m                                 | Fabienne Kohlmann (LG Karlstadt-Gambach-Lohr)                                         | 1:59,28 min     | Christina Hering (LG Stadtwerke München)                                         | 1:59,54 min                                   | Carolin Walter (TSV Bayer 04 Leverkusen)                                           | 2:03,47 min     |
| 1500 m                                | Maren Kock (LG Telis Finanz Regensburg)                                               | 4:09,25 min     | Konstanze Klosterhalfen (TSV Bayer 04 Leverkusen)                                | 4:09,58 min                                   | Hanna Klein (SG Schorndorf 1846)                                                   | 4:09,91 min     |
| 5000 m                                | Alina Reh (TSV Erbach)                                                                | 15:51,48 min    | Sabrina Mockenhaupt (LG Sieg)                                                    | 16:10,16 min                                  | Laura Hottenrott (GSV Eintracht Baunatal)                                          | 16:14,93 min    |
| 10.000 m                              | Fate Tola (LG Braunschweig)                                                           | 33:30,32 min    | Isabell-Sophie Teegen (SC Rönnau)                                                | 34:22,73 min                                  | Melina Tränkle (LG Region Karlsruhe)                                               | 34:29,70 min    |
| 10-km-Straßenlauf                     | Fate Tola (LG Braunschweig)                                                           | 31:56 min00     | Sabrina Mockenhaupt (LG Sieg)                                                    | 32:59 min00                                   | Alina Reh (TSV Erbach)                                                             | 33:35 min00     |
| 10-km-Straßenlauf, Mannschaftswertung | LG Telis Finanz RegensburgFranziska Reng Anja Schneider Steffi Volke                  | 1:42:440000     | Lauf Team Haspa Marathon HamburgJana Sussmann Andrea Diethers Anne Kesselring    | 1:47:190000                                   | LAC Quelle FürthGesa Bohn Domenika Mayer Julia Hiller                              | 1:47:260000     |
| Halbmarathon                          | Simret Restle-Apel (PSV Grün-Weiß Kassel)                                             | 1:14:37 h0000   | Anja Schneider (LG Telis Finanz Regensburg)                                      | 1:14:58 h0000                                 | Annett Horna (LC Rehlingen)                                                        | 1:15:47 h0000   |
| Halbmarathon, Mannschaftswertung      | LG Telis Finanz RegensburgAnja Schneider Julia Galuschka Anna-Katharina Plinke        | 3:52:02 h0000   | SG WendenChristl Dörschel Ramona Wied Stefanie Bröcher                           | 4:14:16 h0000                                 | PSV Grün-Weiß KasselSimret Restle-Apel Jeanette Meuser Irina Resch                 | 4:17:48 h0000   |
| Marathon                              | Lisa Hahner (run2sky.com)                                                             | 2:28:39 h0000   | Mona Stockhecke (LT Haspa Marathon Hamburg)                                      | 2:33:54 h0000                                 | Steffi Volke (LG Telis Finanz Regensburg)                                          | 2:41:47 h0000   |
| Marathon, Mannschaftswertung          | LG Stadtwerke MünchenBianca Meyer Yvonne Kleiner Anita Hörmann                        | 8:44:15 h0000   | SC DHfK LeipzigJuliane Meyer Sandra Boitz Tanja Plötz                            | 8:46:18 h0000                                 | SV OberkollbachNora Kusterer Carmen Keppler Regina Vielmeier                       | 8:56:57 h0000   |
| 100-km-Straßenlauf                    | Branka Hajek (LAZ Salamander Kornwestheim-Ludwigsburg)                                | 8:23:26 h0000   | Barbara Mallmann (Laufarena Allgäu)                                              | 8:25:22 h0000                                 | Simone Stöppler (SSC Hanau-Rodenbach)                                              | 8:43:14 h0000   |
| 100 m Hürden (Wind: −0,1)             | Cindy Roleder (SC DHfK Leipzig)                                                       | 13,05 s00       | Franziska Hofmann (LAC Erdgas Chemnitz)                                          | 13,29 s                                       | Eva Strogies (TV Wattenscheid 01)                                                  | 13,46 s00       |
| 400 m Hürden                          | Jackie Baumann (LAV Stadtwerke Tübingen)                                              | 57,18 s00       | Anna Raukuc (LG Hannover)                                                        | 58,13 s00                                     | Frederike Hogrebe (TSV Bayer 04 Leverkusen)                                        | 58,72 s00       |
| 3000 m Hindernis                      | Gesa Felicitas Krause (LG Eintracht Frankfurt)                                        | 9:32,20 min     | Maya Rehberg (SG TSV Kronshagen/Kieler TB)                                       | 9:54,72 min                                   | Sanaa Koubaa (TSV Bayer 04 Leverkusen)                                             | 9:57,01 min     |
| 4 × 100 m Staffel                     | MTG MannheimYasmin Kwadwo Alexandra Burghardt Ricarda Lobe Verena Sailer              | 43,42 s00       | LC PaderbornJosefina Elsler Janina Kölsch Inna Weit Ina Thimm                    | 45,21 s00                                     | LT DSHS KölnTanja Heitgen Christine Salterberg Friederike Möhlenkamp Lena Naumann  | 45,77 s00       |
| 4 × 400 m Staffel                     | TSV Bayer 04 LeverkusenJulia Schaefers Frederike Hogrebe Julia Förster Carolin Walter | 3:35,99 min     | LT DSHS KölnMalena Richter Kim Carina Schmidt Lena Naumann Friederike Möhlenkamp | 3:38,53 min                                   | LG Stadtwerke MünchenChristina Hering Christine Gess Martina Riedl Karoline Pilawa | 3:39,36 min     |
| 3 × 800 m Staffel                     | LG Stadtwerke MünchenChristine Gess Karoline Pilawa Christina Hering                  | 6:19,20 min     | TSV Bayer 04 Leverkusen IRebekka Ackers Lena Klaassen Carolin Walter             | 6:22,40 min                                   | TSV Bayer 04 Leverkusen IILaura Vierbaum Lena Menzel Frederike Hogrebe             | 6:24,32 min     |
| 5000-m-Bahngehen                      | Lea Dederichs (ART Düsseldorf)                                                        | 23:45,38 min    | Annika Brembach (SC Potsdam)                                                     | 24:02,01 min                                  | Emilia Lehmeyer (Polizei SV Berlin)                                                | 24:06,47 min    |
| 20-km-Gehen                           | Lea Dederichs (ART Düsseldorf)                                                        | 1:41:40 h0000   | Franziska Glandorf (DJK Arminia Ibbenbüren)                                      | 1:51:39 h0000                                 | Laura Schröter (LG Vogtland)                                                       | 1:53:11 h0000   |
| Hochsprung                            | Marie-Laurence Jungfleisch (LAV Stadtwerke Tübingen)                                  | 1,95 m          | Katarina Mögenburg (TSV Bayer 04 Leverkusen)                                     | 1,84 m                                        | Imke Onnen (LG Hannover)                                                           | 1,84 m          |
| Stabhochsprung                        | Lisa Ryzih (ABC Ludwigshafen)                                                         | 4,60 m          | Martina Strutz (Schweriner SC)                                                   | 4,55 m                                        | Silke Spiegelburg (TSV Bayer 04 Leverkusen)                                        | 4,45 m          |
| Weitsprung                            | Lena Malkus (SC Preußen Münster)                                                      | 6,74 m          | Sosthene Moguenara (TV Wattenscheid 01)                                          | 6,65 m                                        | Nadja Käther (Hamburger SV)                                                        | 6,58 m          |
| Dreisprung                            | Kristin Gierisch (LAC Erdgas Chemnitz)                                                | 14,38 m         | Jenny Elbe (Dresdner SC 1898)                                                    | 13,89 m                                       | Klaudia Kaczmarek (LAZ Rhede)                                                      | 13,24 m         |
| Kugelstoßen                           | Christina Schwanitz (LV 90 Erzgebirge)                                                | 20,00 m         | Lena Urbaniak (LG Filstal)                                                       | 17,28 m                                       | Denise Hinrichs (TV Wattenscheid 01)                                               | 17,19 m         |
| Diskuswurf                            | Julia Fischer (SCC Berlin)                                                            | 65,98 m         | Nadine Müller (SC DHfK Leipzig)                                                  | 65,72 m                                       | Shanice Craft (MTG Mannheim)                                                       | 64,79 m         |
| Hammerwurf                            | Betty Heidler (LG Eintracht Frankfurt)                                                | 75,34 m         | Kathrin Klaas (LG Eintracht Frankfurt)                                           | 67,84 m                                       | Charlene Woitha (SCC Berlin)                                                       | 67,03 m         |
| Speerwurf                             | Katharina Molitor (TSV Bayer 04 Leverkusen)                                           | 65,40 m         | Christina Obergföll (LG Offenburg)                                               | 64,11 m                                       | Linda Stahl (TSV Bayer 04 Leverkusen)                                              | 62,57 m         |
| Siebenkampf                           |                                                                                       |                 | wegen fehlenden Ausrichters nicht ausgetragen                                    | wegen fehlenden Ausrichters nicht ausgetragen |                                                                                    |                 |
| Crosslauf – 6,0 km                    | Corinna Harrer (LG Telis Finanz Regensburg)                                           | 23:00 min00     | Maya Rehberg (SG TSV Kronshagen/Kieler TB)                                       | 23:08 min00                                   | Fabienne Amrhein (MTG Mannheim)                                                    | 23:18 min00     |
| Crosslauf, Mannschaftswertung         | LG Telis Finanz Regensburg ICorinna Harrer Anja Schneider Franziska Reng              | 1:11:11 min0000 | LG Telis Finanz Regensburg IIMonika Rausch Julia Kick Steffi Volke               | 1:13:26 min0000                               | LAC FürthGesa Bohn Domenika Weiß Julia Hiller                                      | 1:13:31 min0000 |
| Berglauf – 9,5 km                     | Tina Fischl (LG Passau)                                                               | 47:49,6 min0    | Nicole Kruhme (GuthsMuths-Rennsteiglauf)                                         | 48:14,5 min0                                  | Melanie Noll (TSV Annweiler)                                                       | 49:04,5 min     |

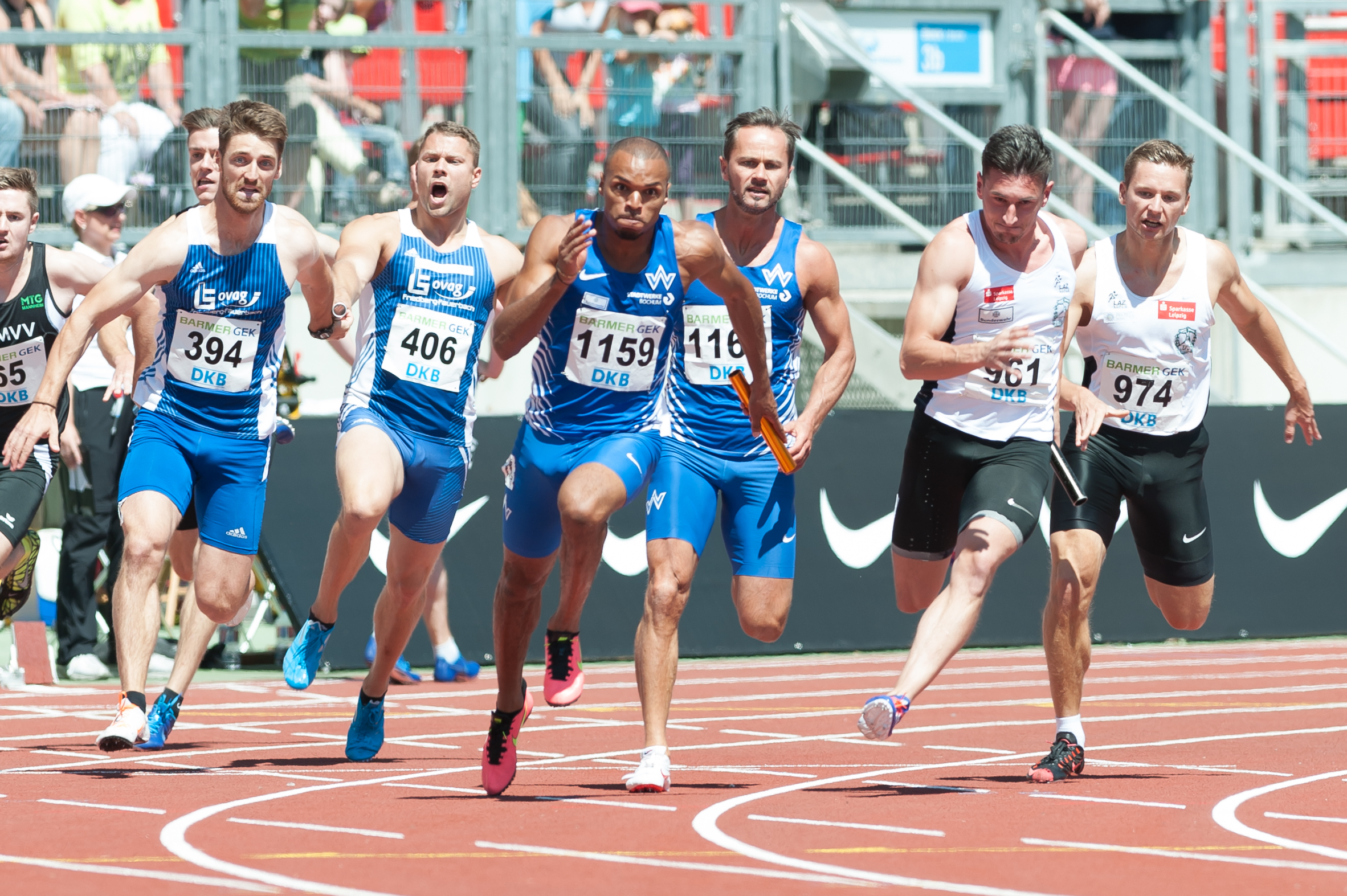
4-mal-100-Meter-Staffel der Männer
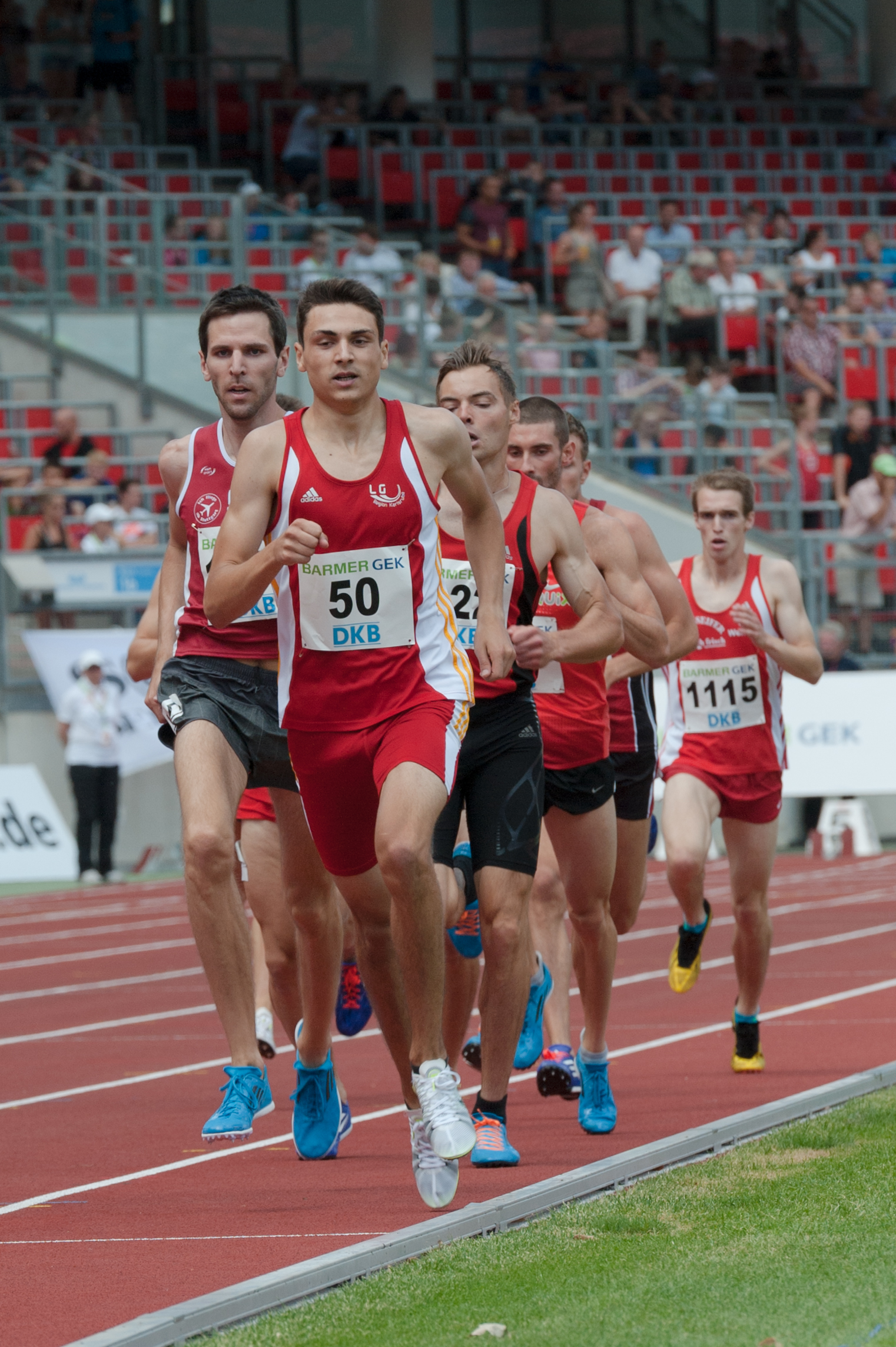
800-Meter-Lauf
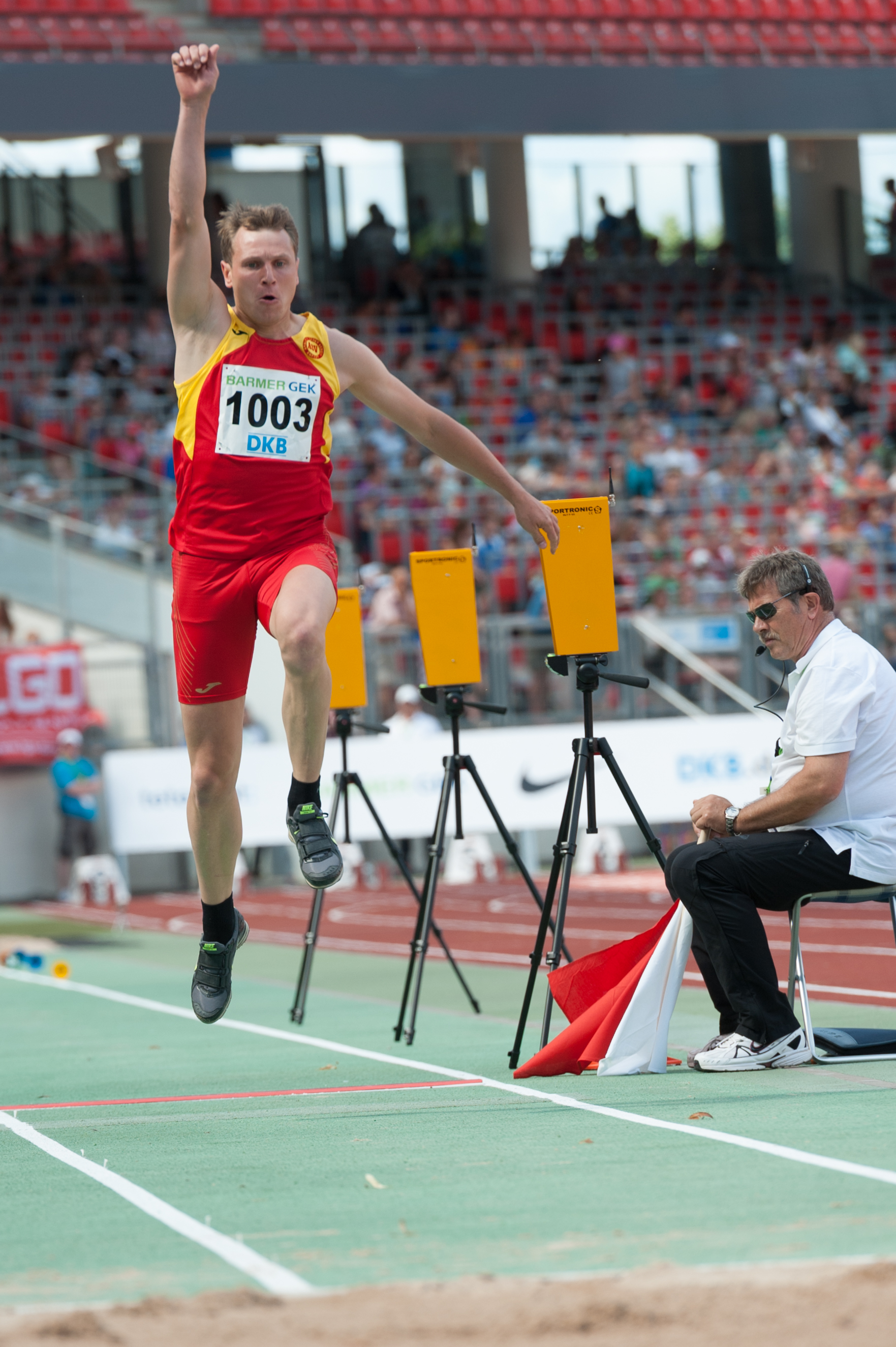
Der Dreisprung-Fünfte Andreas Pohle
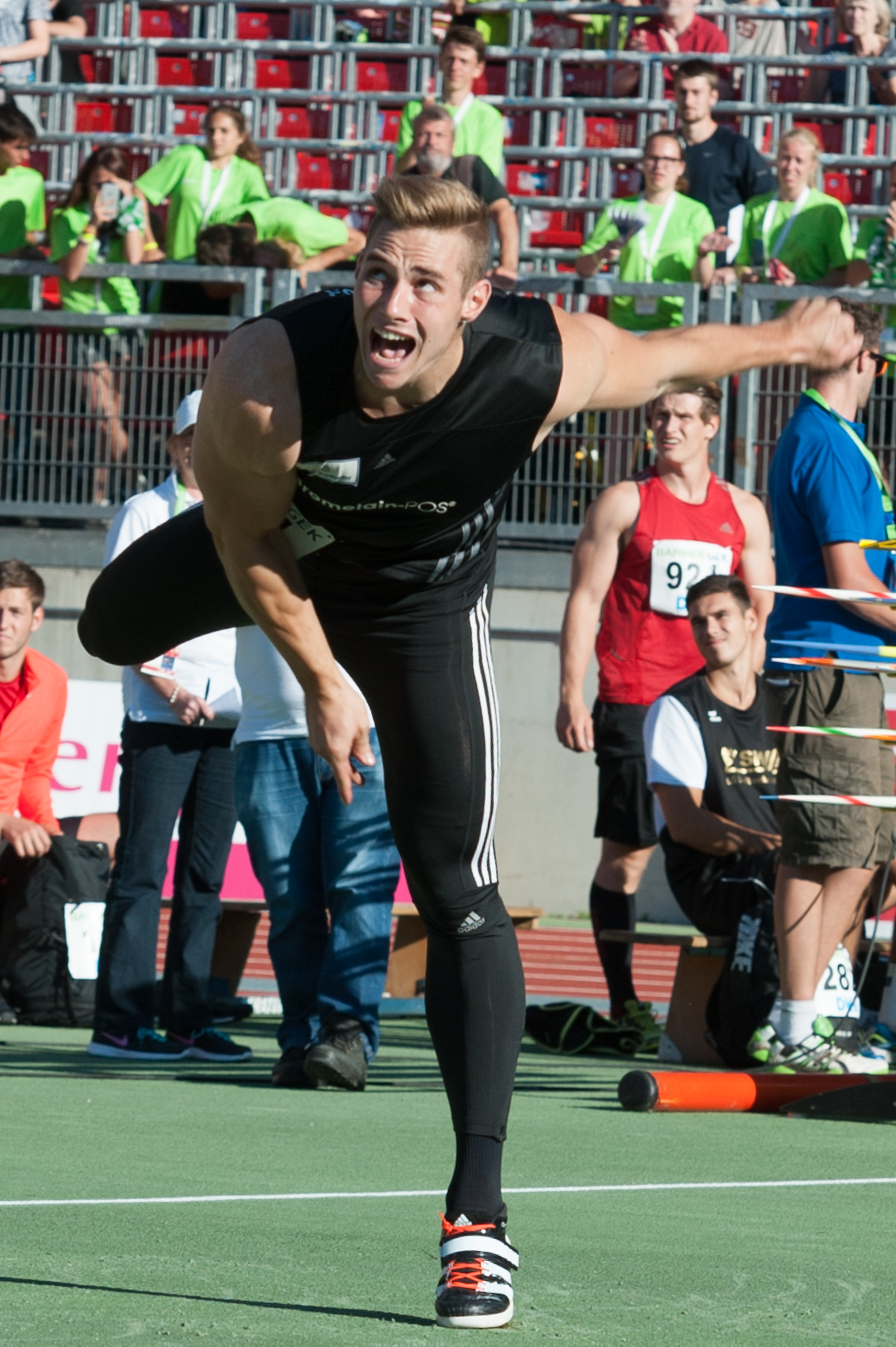
Speerwurf-Vizemeister Johannes Vetter

## Videolinks
- Bericht zum Austragungsort der DM aus der TV-Übertragung vom 25. Juli 2015 auf YouTube, abgerufen am 19. April 2021
- 100-m-Finale Männer aus der TV-Übertragung vom 25. Juli 2015 auf YouTube, abgerufen am 19. April 2021
- 400-m-Finale Männer aus der TV-Übertragung vom 26. Juli 2015 auf YouTube, abgerufen am 19. April 2021
- 800-m-Finale Männer aus der TV-Übertragung vom 26. Juli 2015 auf YouTube, abgerufen am 19. April 2021
- 1500-m-Finale Männer aus der TV-Übertragung vom 26. Juli 2015 auf YouTube, abgerufen am 19. April 2021
- Kugelstoß-Finale Männer aus der TV-Übertragung vom 26. Juli 2015 auf YouTube, abgerufen am 19. April 2021
- Speerwurf-Finale Männer aus der TV-Übertragung vom 26. Juli 2015 auf YouTube, abgerufen am 19. April 2021
- 100-m-Finale Frauen aus der TV-Übertragung vom 25. Juli 2015 auf YouTube, abgerufen am 19. April 2021
- 200-m-Finale Frauen aus der TV-Übertragung vom 26. Juli 2015 auf YouTube, abgerufen am 19. April 2021
- 5000-m-Finale Frauen aus der TV-Übertragung vom 25. Juli 2015 auf YouTube, abgerufen am 19. April 2021
- 100-m-Hürdenfinale Frauen aus der TV-Übertragung vom 25. Juli 2015 auf YouTube, abgerufen am 19. April 2021
- Kugelstoß-Finale Frauen aus der TV-Übertragung vom 25. Juli 2015 auf YouTube, abgerufen am 19. April 2021